# Lordomyrma tortuosa
Lordomyrma tortuosa é uma espécie de formiga do gênero Lordomyrma, pertencente à subfamília Myrmicinae.